# Colostethus pratti
Colostethus pratti es una especie de anfibio anuro de la familia Dendrobatidae.

## Distribución geográfica
Esta especie habita en Panamá y Colombia en los departamentos de Chocó y Antioquia desde el nivel del mar hasta 1160 m de altitud.

## Etimología
Esta especie lleva el nombre en honor a Antwerp Edgar Pratt.

## Publicación original
- Boulenger, 1899 : Descriptions of new Batrachians in the Collection of the British Museum (Natural History). Annals and Magazine of Natural History, sér. 7, vol. 3, p. 275-277[5]